# Armaenia Editorial
Armaenia Editorial es una editorial española independiente que publica narrativa y ensayo de autores extranjeros contemporáneos.

## Historia
La editorial, que tiene su sede en Majadahonda (Madrid), fue fundada en 2016 por Eva Guillén y Ricardo López, dos licenciados en carreras universitarias alejadas de la edición con un gusto común por la lectura y los viajes. El nombre de la editorial se origina en su atracción por Armenia, «un país con una historia fascinante, de raíces profundas y antiguas, pero con un espíritu cosmopolita, emprendedor y orgullosamente independiente, como pretende ser nuestra editorial».

## Catálogo
Armaenia Editorial ha venido alimentado paralelamente dos colecciones, llamadas simplemente Narrativa y Ensayo, con más dedicación a la primera que a la segunda, según refleja el respectivo número de títulos. La colección Narrativa publica traducciones de autores extranjeros dispares tanto por la diversidad de sus nacionalidades y culturas como por el nivel de reconocimiento alcanzado hasta ahora: incluye narradores como la argelina Assia Djebar (finalista al Nobel de Literatura en 2014) o el francés Jean-Christophe Rufin (galardonado con el Goncourt) junto a escritores mucho menos conocidos por el público hispanohablante.
Estrenaron la colección Narrativa Huérfanos de Dios, del corso Marc Biancarelli, novela ganadora del Prix Révélations de la Société des Gens de Lettres-SGDL (2014) y del Prix du Livre Corse (2015), y la también multipremiada Viaje a Virgenia, de Armen Melikian. La novela negra Hombre tigre, del indonesio Eka Kurniawan, había merecido asimismo en 2016 el Financial Times Emerging Voices Fiction Award.  Algunos de los libros con mejor recepción fueron Frontera, de la búlgara Kapka Kassabova, Paciente X, del británico David Peace, e Insumisa, de Yevgenia Yarowslaskaia Markon; este último es una autobiografía de la autora, escrita en la cárcel antes de ser fusilada a los 29 años por el régimen soviético.
Estos y otros títulos configuran una narrativa caracterizada por su multiculturalidad y su alejamiento del canon realista occidental; se trata de ofrecer, en palabras de Eva Guillén, «historias que nos hagan salir de nosotros mismos y de este individualismo y obsesión por el yo que tanto nos rodea.» La colección Ensayo, mucho menos nutrida, se inclina por las miradas heterodoxas sobre cuestiones de signo político, histórico o filosófico, con especial atención a temas candentes: la crisis climática, las desigualdades económicas y sociales, la inmigración o el fanatismo ideológico o religioso.